# Despićův dům
Despićův dům (bosensky Despića kuća, srbsky Деспића кућа) je historická budova v Sarajevu. Nachází se na nábřeží Kulina bána a rohu Despićovy ulice v centru města, na břehu řeky Miljacky. Její adresa je Despićeva 2. Svůj název má podle srbské obchodnické rodiny, která v domě v závěru 19. století bydlela. V současné době patří městskému muzeu (Muzeum Sarajeva). Od roku 2005 je budova evidována jako kulturní památka ev. č. 1303/1.
Budova byla během staletí několikrát přestavována. Její nejstarší část pochází ze 17. století. Patrový dům byl zbudován z vápence, vepřovic a různých dalších materiálů. Do roku 1820 byl dům rozšířen do dnešní Despićovy ulice zastavěním proluky a spojením se sousední budovou. Přistavěn byl také velký sál. Dům byl těžce poničen při požáru v roce 1879 a následně obnoven v roce 1882, kdy získal současnou podobu. V roce 1990 byla obnovena střecha budovy. Dům byl poničen během války v 90. letech 20. století; roku 1993 byl ostřelován, poškozena byla především střecha a další škody napáchala voda, kdy do stavby následně zatékalo. V roce 2001 byl objekt kompletně rekonstruován za pomoci mezinárodních finančních prostředků. Až do té doby objekt sloužil jako nájemní dům.
Svůj význam kromě ukázky způsobu bydlení vysoce postavené obchodnické rodiny má také i díky skutečnosti, že se zde v 19. století konala první divadelní představení v Sarajevu. Rodina Despićů dům později darovala městu.